# 알라 푸드

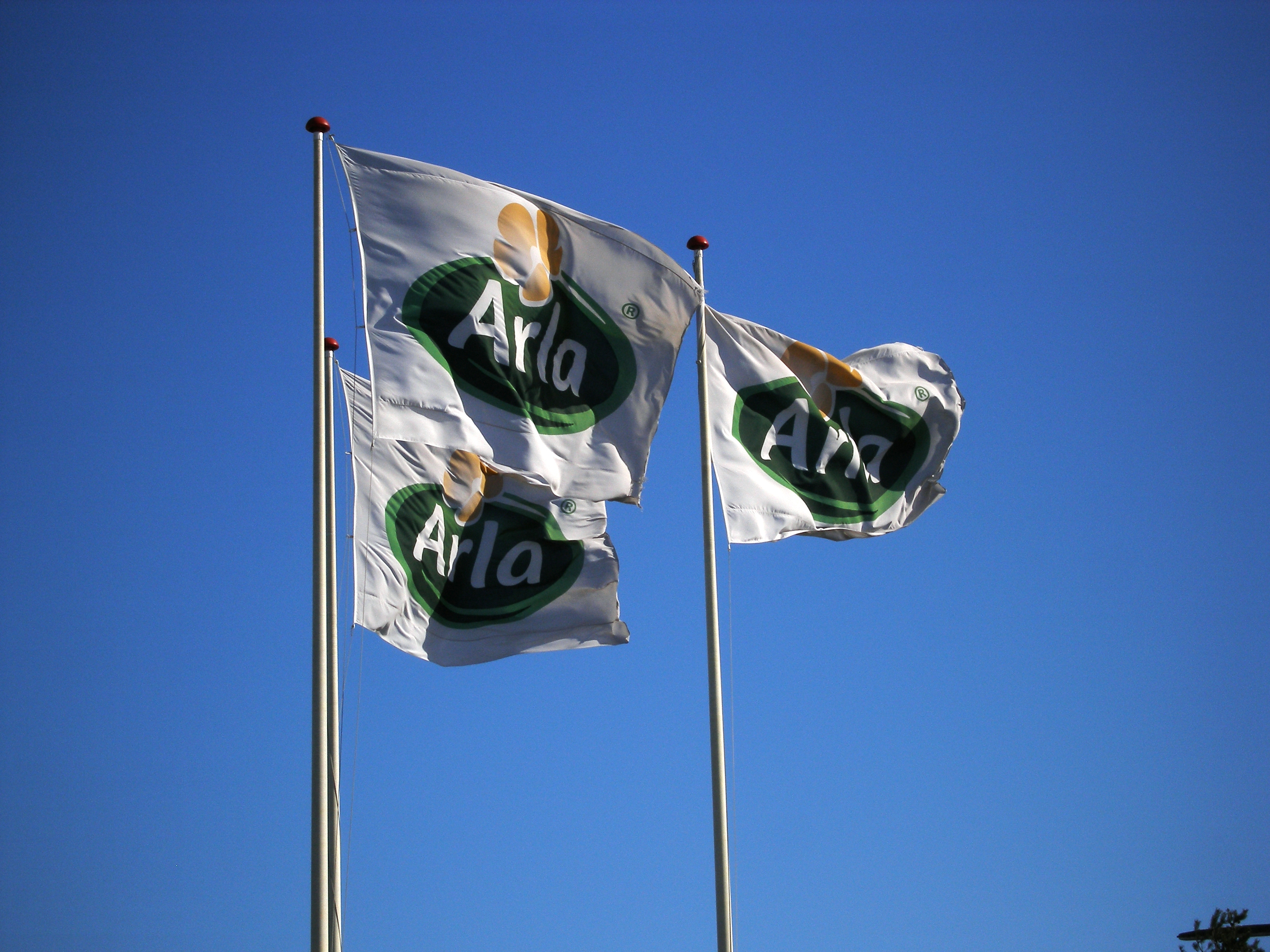

알라 푸드(영어: Arla Foods)는 덴마크의 식품 기업이다. 한국에서 아라 제품은 페레로 제품, dmk, 아몬드 브리즈, 허쉬 맛 우유 및 스키피 맛 우유도 판매하는 매일유업에서 이들 회사의 라이센스를 받아 판매한다.